# تام ایرلاینز

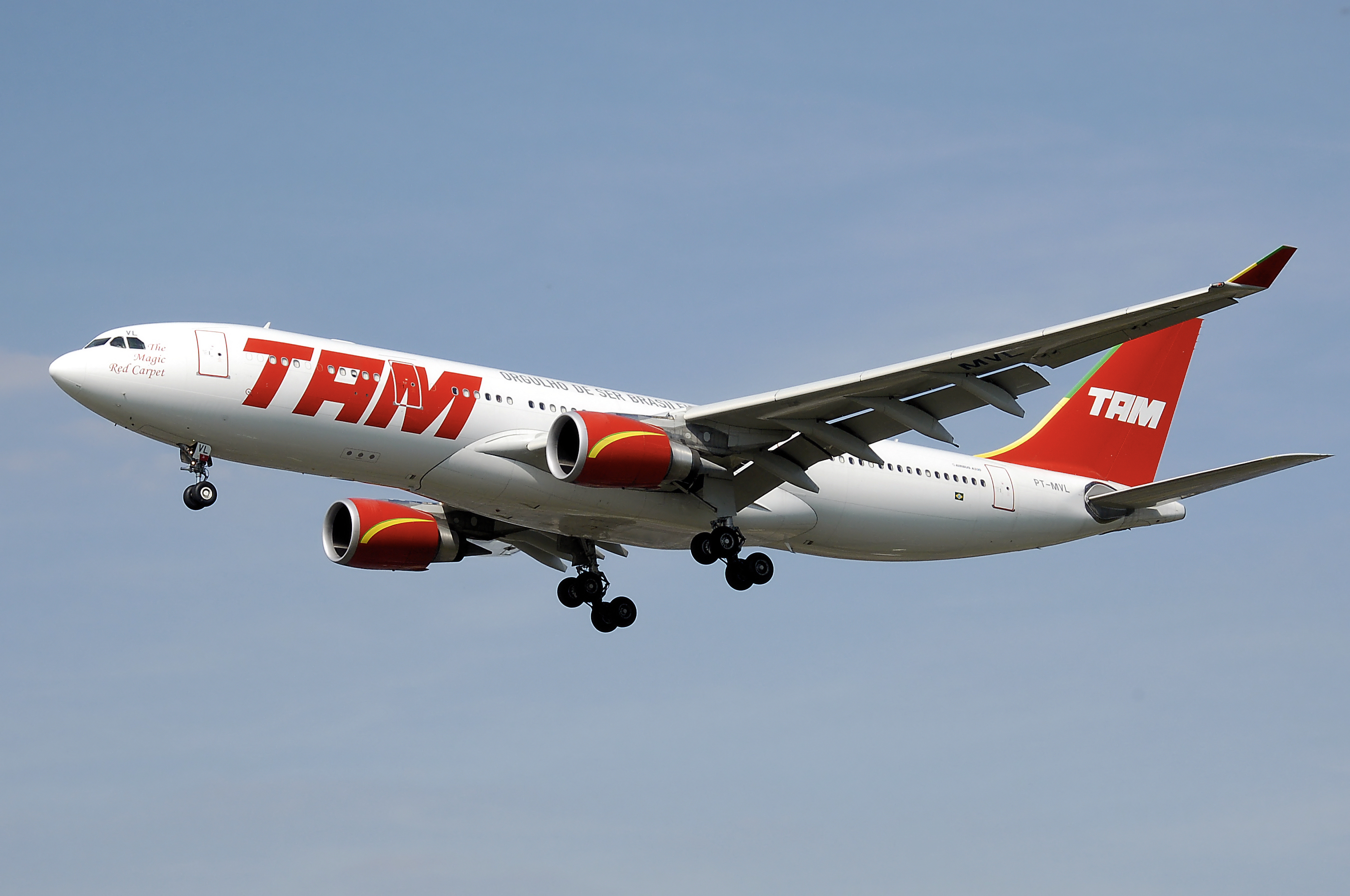
هواپیمای ایرباس ای۳۳۰، متعلق به تام ایرلاینز

لاتام ایرلاینز برزیل (به انگلیسی: LATAM Airlines) شرکت هواپیمایی برزیلی است، که به‌عنوان بزرگترین خطوط هواپیمایی در کشور برزیل شناخته می‌شود. این شرکت در ماه اوت سال ۲۰۱۰ با شرکت هواپیمایی شیلیایی لان ایرلاینز ادغام شد، که در پی آن، لاتام ایرلاینز تأسیس گردید. تام ایرلاینز هم‌اکنون از شرکت‌های تابعه لاتام ایرلاینز به‌شمار می‌آید.
ریشه‌های تأسیس این شرکت به سال ۱۹۶۱ و تشکیل شرکت تام - تاکسی ائرو ماریلیا (به پرتغالی: TAM – Táxi Aéreo Marília) توسط رولیم آمارو بازمی‌گردد. فرم کنونی شرکت تام ایرلاینز در سال ۱۹۷۶ از ادغام شرکت تام - تاکسی ائرو ماریلیا با شرکت دولتی تام - ترانسپورتس ائروس رجیونایس (به پرتغالی: TAM – Transportes Aéreos Regionais) تشکیل گردید.
شرکت تام ایرلاینز در حال حاضر در ناوگان هوایی خود، دارای ۱۶۶ فروند هواپیمای جت مسافربری می‌باشد و روزانه به ۶۲ مقصد در اروپا، آمریکای شمالی و آمریکای جنوبی پروازهای مستقیم دارد. تام ایرلاینز تا سال ۲۰۱۴ یکی از اعضای اصلی اتحاد استار الاینس محسوب می‌شد، ولی در ماه مارس ۲۰۱۴ مسئولان این شرکت ورود خود به اتحاد وان‌ورلد را اعلام کردند.
دفتر مرکزی این شرکت در شهر سائوپائولو، برزیل قرار دارد و فرودگاه بین‌المللی سائو پائولوگوارولخس، فرودگاه بین‌المللی ریو دوژانیرو گالیائو و فرودگاه بین‌المللی برازیلیا به‌عنوان قطب‌های این شرکت هواپیمایی به‌شمار می‌آیند.